# يوكنتالي
يوكنتالي هو حي سكني في منطقة كيسكلين في تالين عاصمة إستونيا. ويبلغ عدد سكانها 1221 نسمة.

## تاريخ
تم ذكر بلدة بليماي الواقعة على شاطئ نهر هارجابيا لأول مرة في عام 1536 باسم بليك. كانت المنطقة الفرعية المعروفة اليوم باسم يوكنتالي تمر عبر هارجابيا.

## معرض الصور

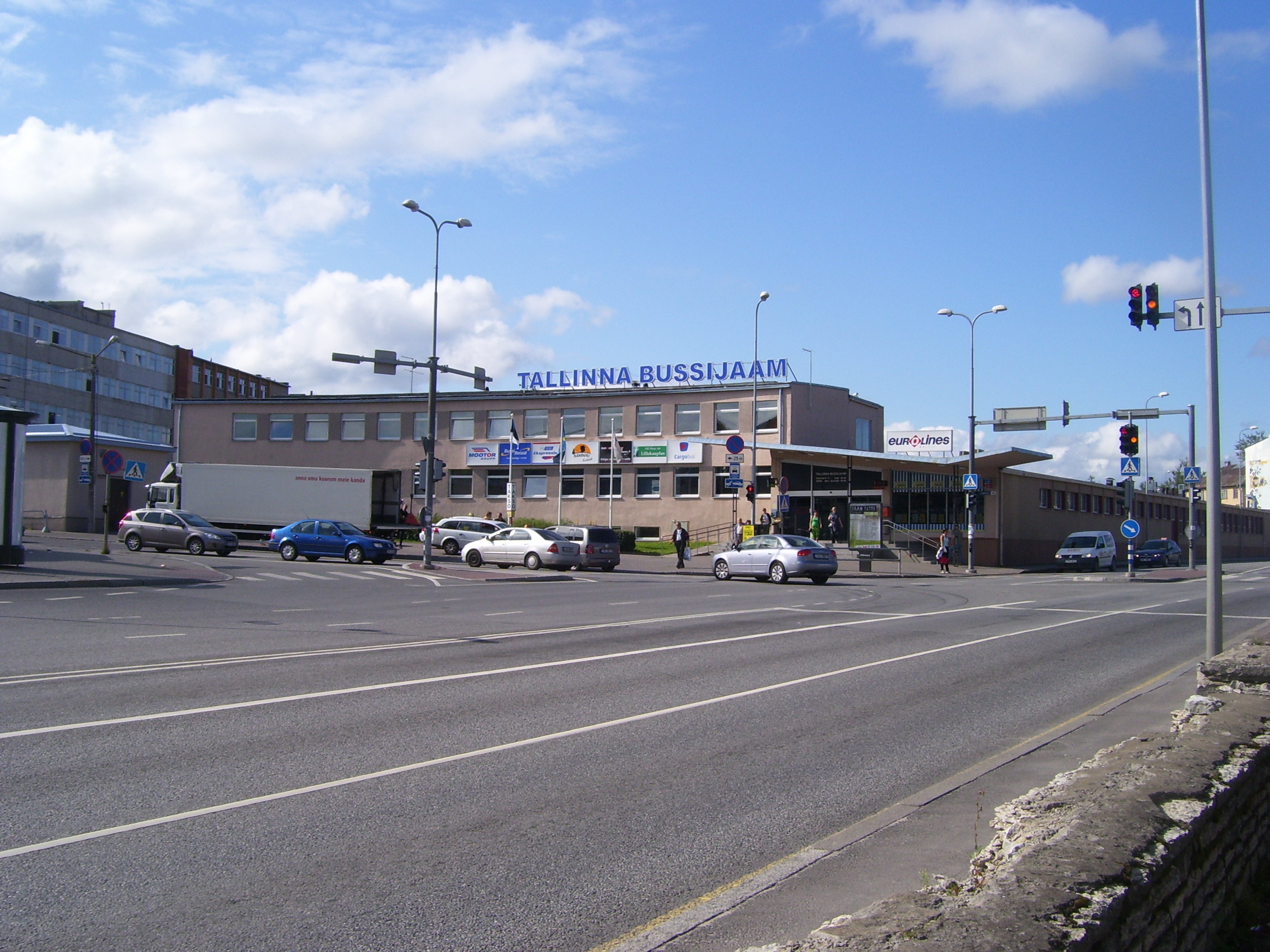
محطة حافلات تالين
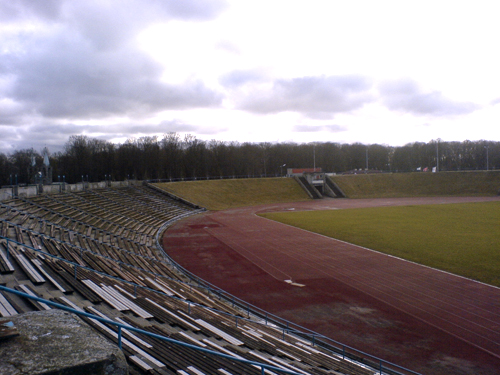
ملعب كاليفي
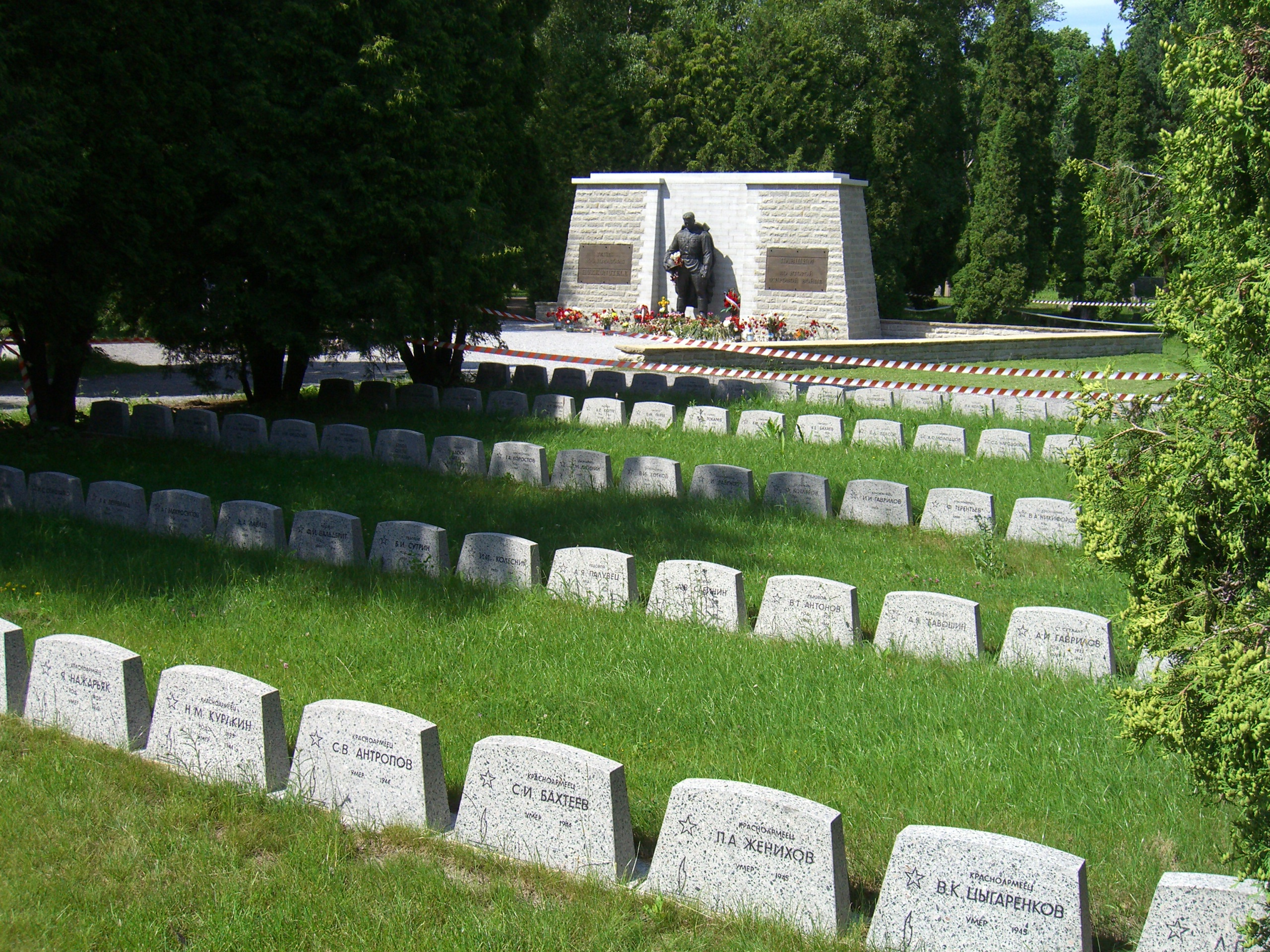
الجندي البرونزي في المقبرة العسكرية في تالين
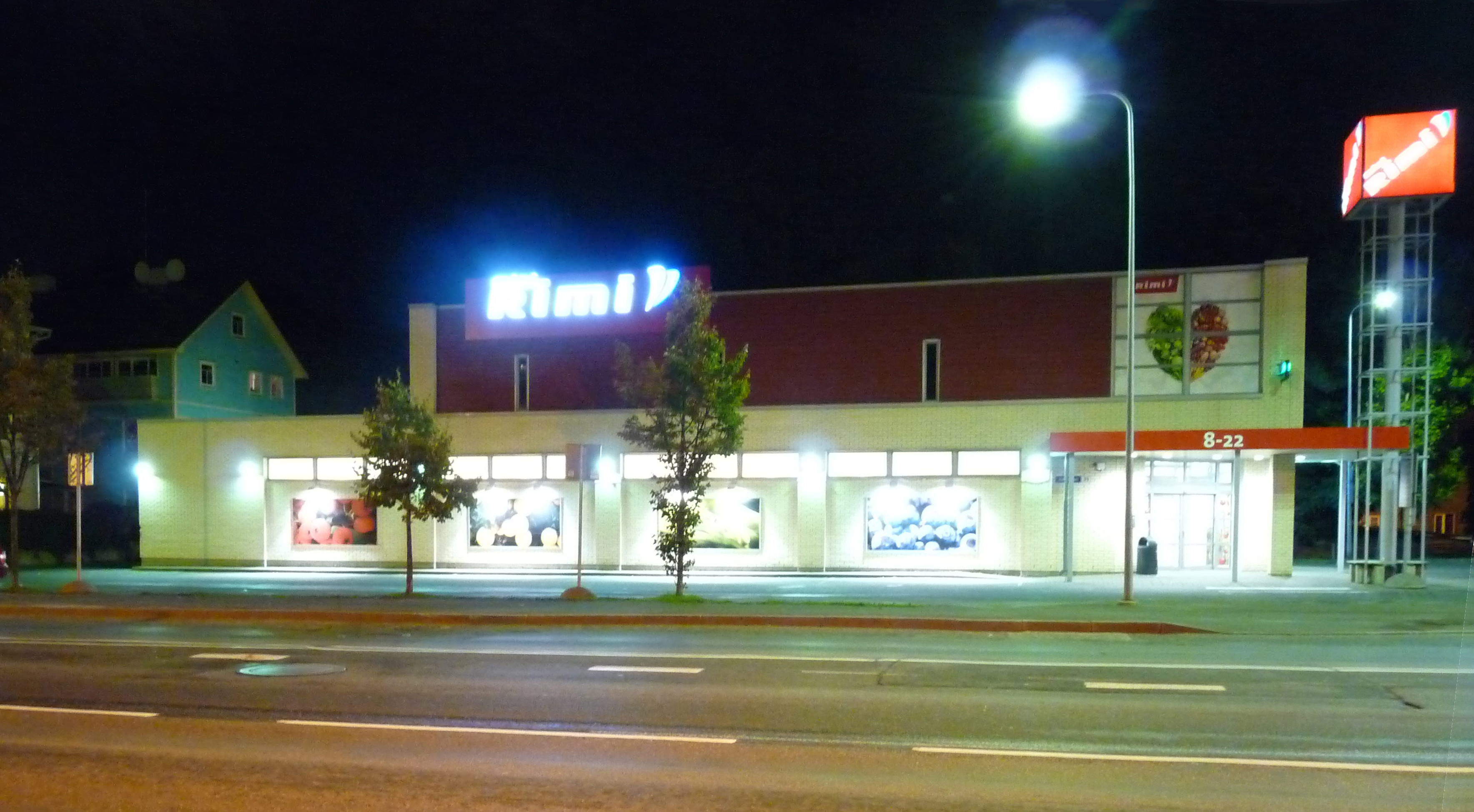
سوبر ماركت ريمي في شارع جوهكنتالي
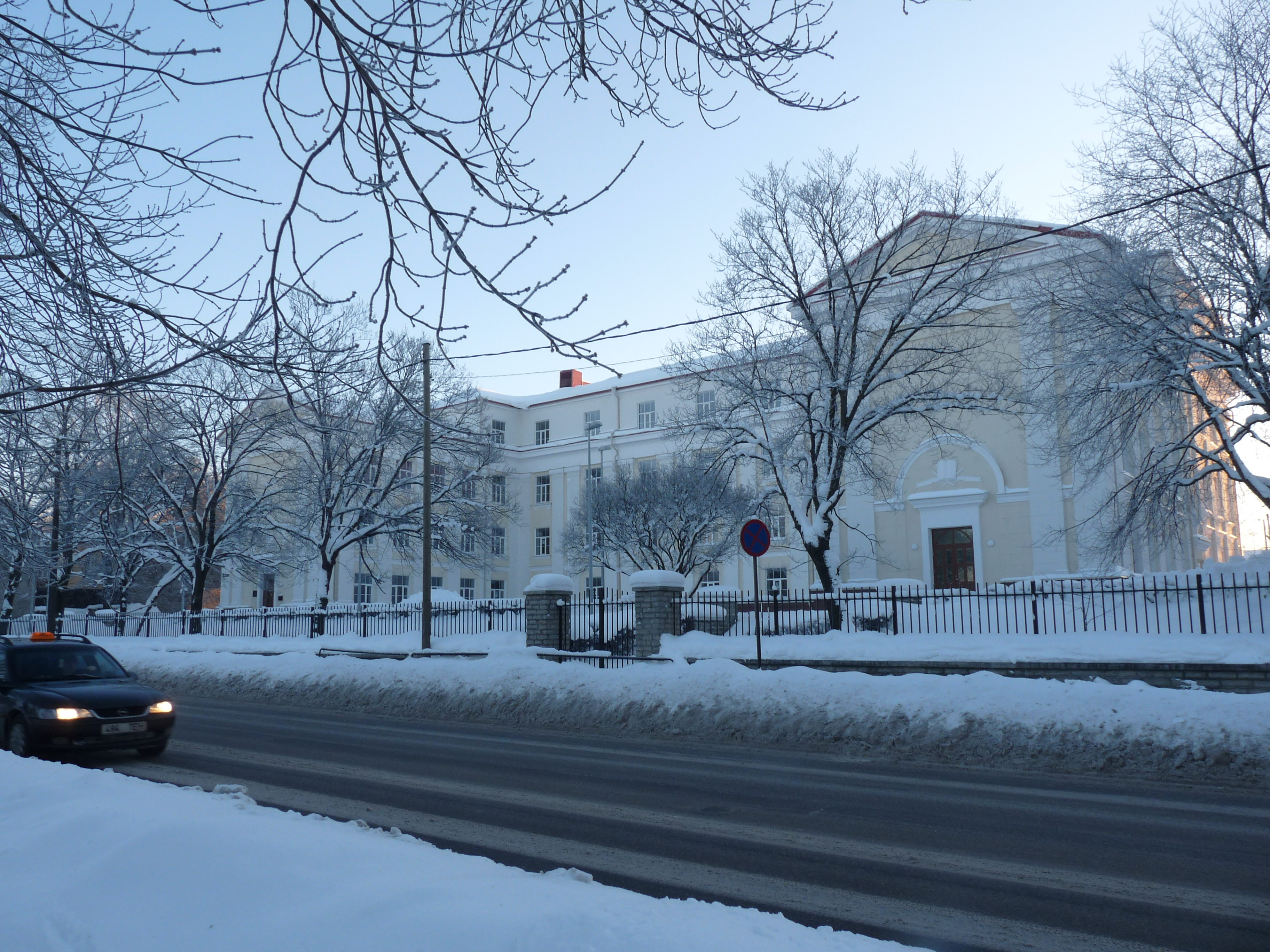
مدرسة جوهكنتالي
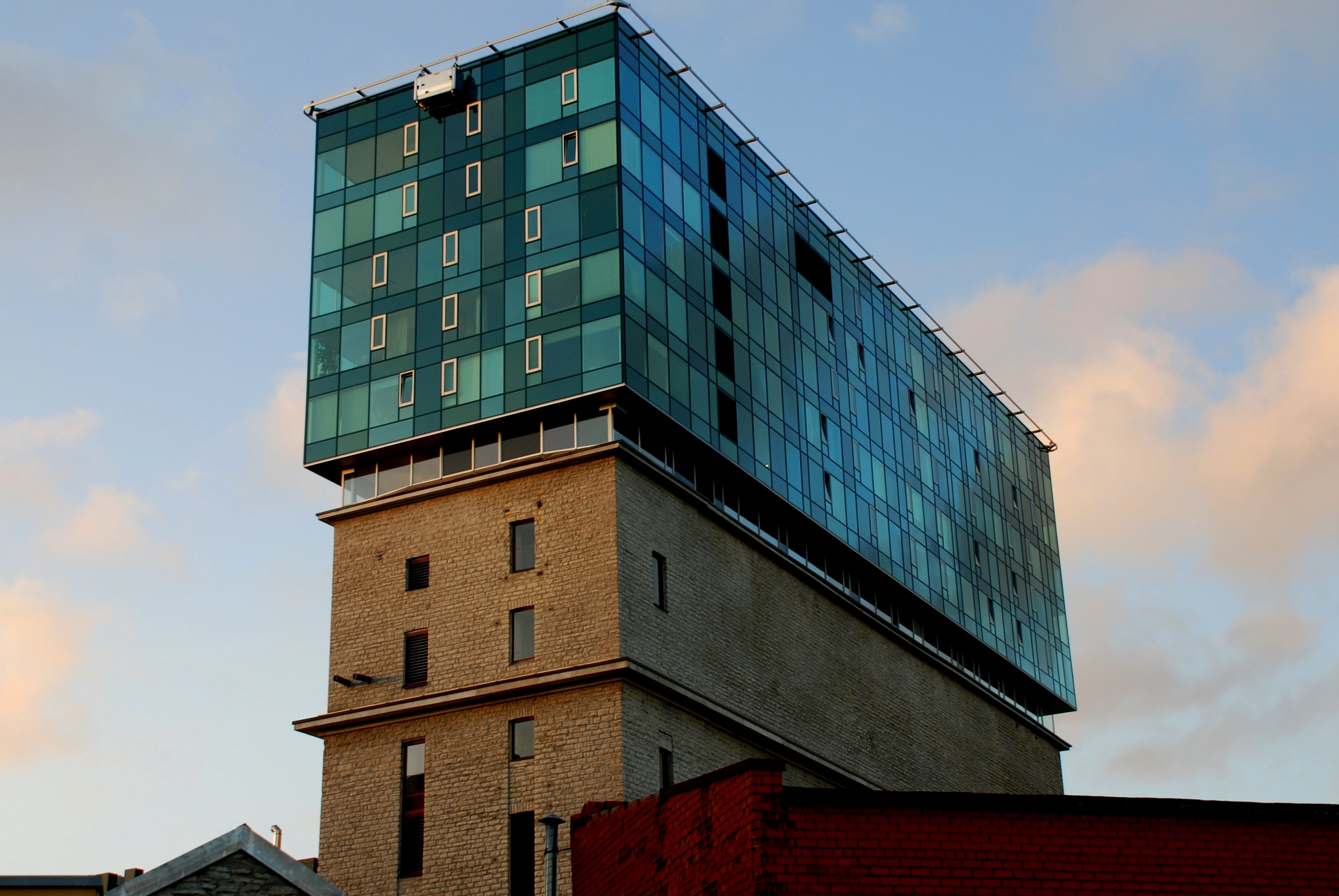
منزل فاهل / إعادة بناء مصنع السليلوز القديم
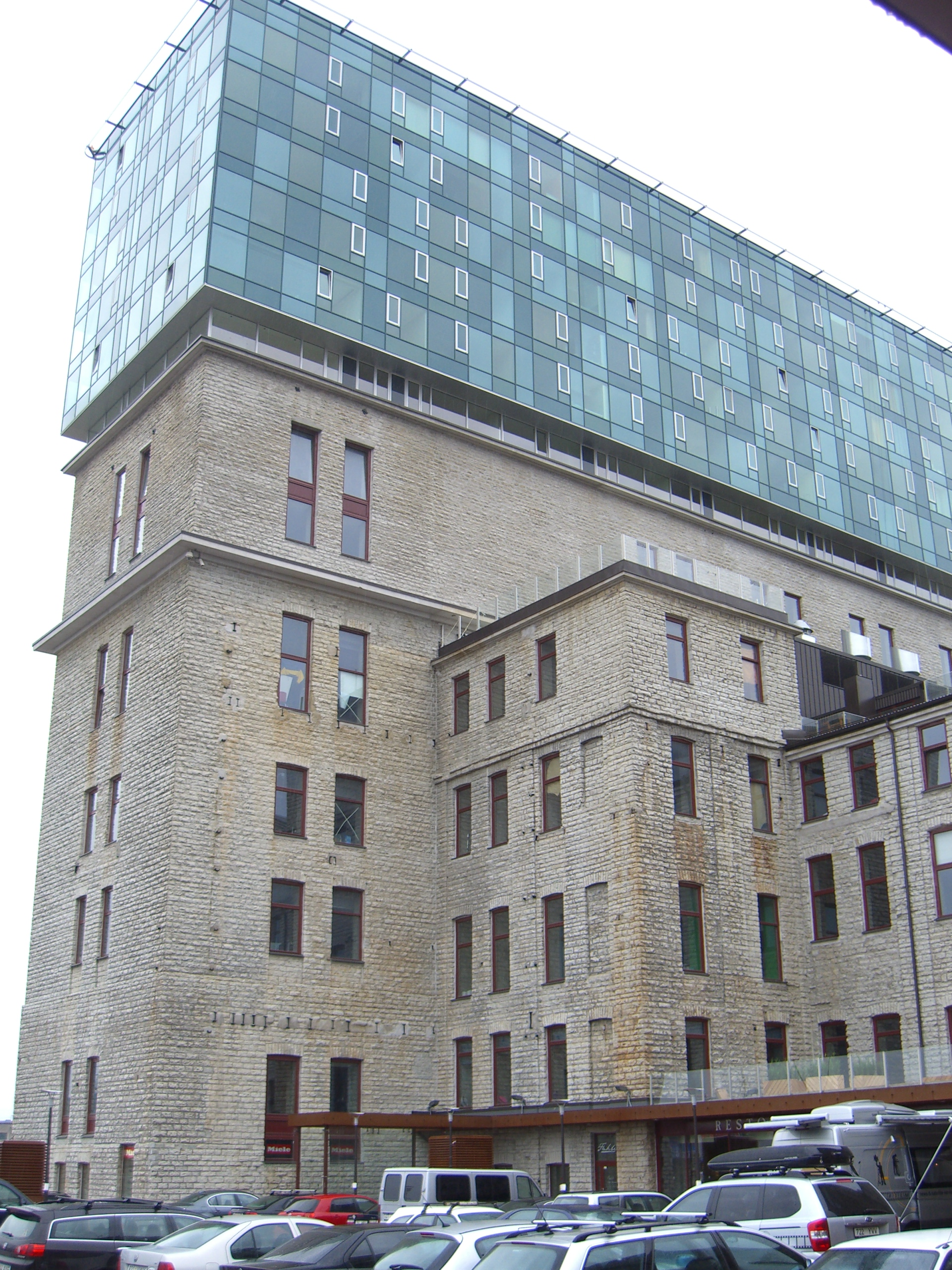
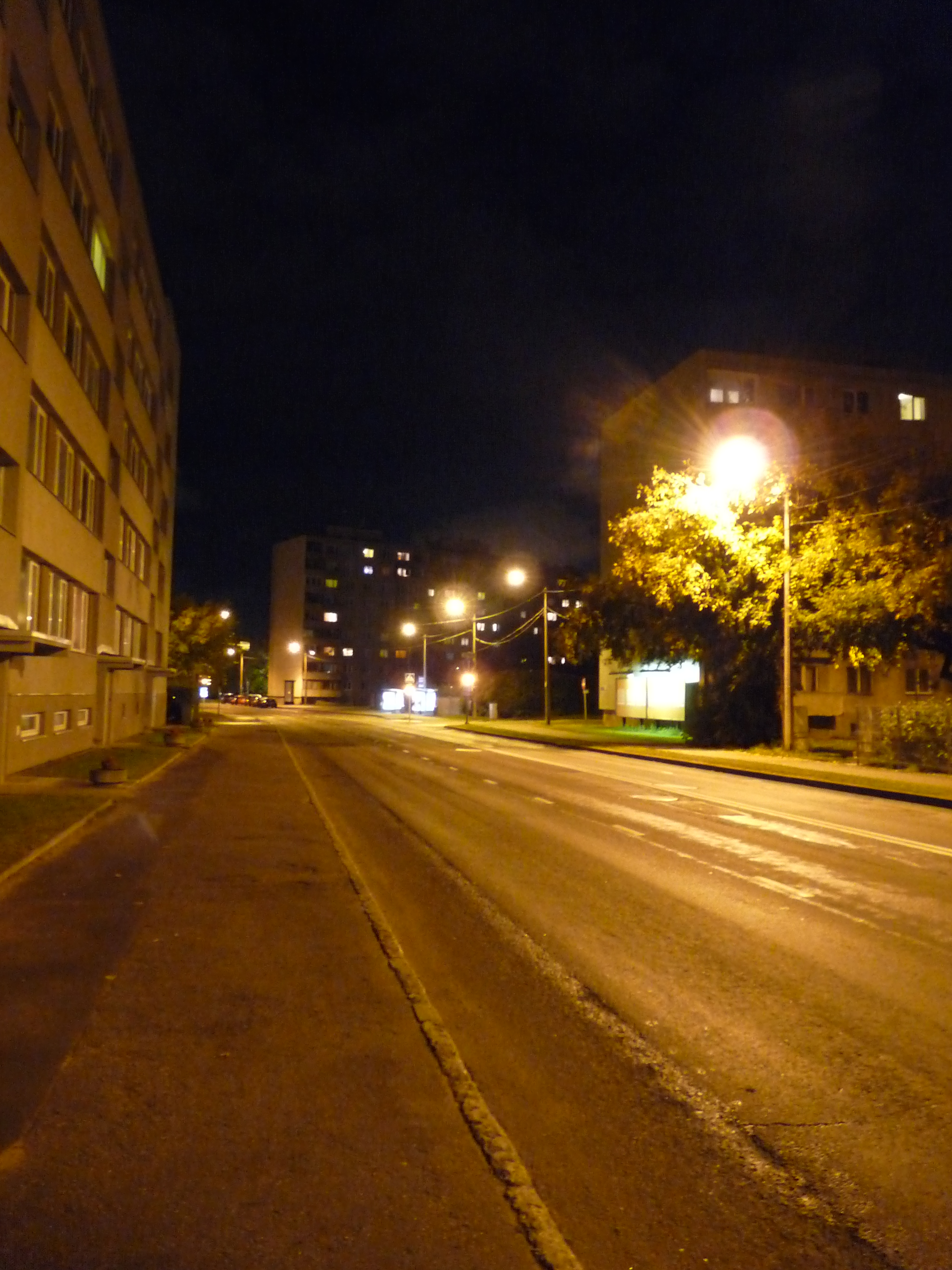
الشارع الرئيسي للحي

### هوامش
1. ↑  إعتبارًا من 1 يناير 2015